# Casau de Lairiça
Casau de Lairiça (francès Cazaux-Layrisse) és un municipi occità de Gascunya, situat al departament de l'Alta Garona i a la regió d'Occitània.